# Obina
Manuel de Brito Filho, mais conhecido como Obina (Vera Cruz, 31 de janeiro de 1983), é um ex-futebolista brasileiro que atuava como atacante.

## Carreira

### Vitória
Aos 18 anos, Obina ainda jogava peladas em Baiacu, distrito da cidade onde cresceu, quando um olheiro do Vitória o levou para testes no time de Salvador. Chegou a ter oportunidades no time reserva com Joel Santana, então técnico do rubro-negro, em 2002, mas foi emprestado em 2003 duas vezes para ganhar experiência, para CRB e Fluminense de Feira. Ficou apenas alguns meses nos dois clubes, mas o suficiente para se destacar. Na Copa do Brasil de 2003, marcou o gol do empate do clube de Feira de Santana com o time homônimo do Rio de Janeiro, Fluminense, por 1 a 1.
Na sua volta ao rubro-negro de Salvador, em 2004, Obina conseguiu se destacar num time que tinha os pentacampeões mundiais pela Seleção Brasileira Vampeta e Edílson, e foi artilheiro do Campeonato Baiano de 2004, junto com Gilmar, também do Vitória.
O elenco do Leão era apontado como um dos mais bem preparados para a disputa dos dois campeonatos nacionais do ano. Na Copa do Brasil de 2004, Obina fez 5 gols e ajudou o time baiano a chegar às semifinais da competição, sendo eliminado pelo Flamengo.
Porém, no Brasileirão daquele ano, o time não conseguiu manter a regularidade e, com problemas financeiros devido ao alto investimento feito para a temporada, uma crise se instalou e, apesar dos 17 gols de Obina, artilheiro do rubro-negro na temporada, o clube foi rebaixado à Série B. O atacante, aos prantos e muito vaiado, não conseguiu explicar o que aconteceu dentro do clube ao longo do campeonato.
Com a fama de goleador mantida, foi vendido ao Al-Ittihad, mas encontrou resistência do técnico, que não era simpatizante de jogadores brasileiros.

### Flamengo
Em 2005, voltou ao Brasil para jogar em outro rubro-negro, o Flamengo, numa época em que a equipe carioca estava carente de um jogador que fizesse gols. Indicado pelo então técnico Cuca, Obina veio credenciado como artilheiro do rebaixado Vitória no Brasileiro de 2004, com 19 gols. Assim, o jovem atacante logo tornou-se a maior esperança do elenco.
Em uma pré-estreia precipitada, ele, ainda fora de forma, encontrou problemas para jogar. Mesmo marcando alguns gols, foi durante algum tempo perseguido pela torcida. Apenas no final do Campeonato Brasileiro de 2005, o jogador faz as pazes com ela, que com o passar do tempo reconheceu a humildade e força de vontade do atacante, que treinava com muito empenho. Ao fazer o gol da vitória sobre o Paraná, acabou com as chances de rebaixamento do Flamengo naquele Brasileirão e ainda quebrou um pequeno tabu nos confrontos do rubro-negro com o time paranaense.
Em 2006, Obina começou bem o ano. Mesmo no banco de reservas durante o início da temporada, o jogador voltou a jogar bem e a fazer gols importantes. Foi peça fundamental na conquista da Copa do Brasil 2006 pelo clube da Gávea. Na final daquele certame, contra o Vasco da Gama, Obina marcou o primeiro dos 3 gols que a equipe rubro-negra faria no Vasco nos 2 jogos daquela Final.
Durante o Campeonato Brasileiro de 2006, Obina marcou muitos gols e virou ídolo de vez no Flamengo. Mesmo com as várias homenagens da torcida do Flamengo, e com o reconhecimento da mídia, o jogador manteve sua postura humilde e dedicada.
A partir daí, a torcida passa a entoar um canto característico em sua homenagem: "Oh, Obina é melhor que Eto'o", em referência ao atacante camaronês Samuel Eto'o.
No início de 2007, o Bayern de Munique, da Alemanha, sondou o jogador. Entretanto, nenhuma proposta foi feita. O objetivo do atacante passa a ser a disputa da Copa Libertadores da América. Mas a equipe rubro-negra foi eliminada pelo time uruguaio Defensor Sporting, após a derrota por 3 a 0 no Estádio Centenário e vitória por 2 a 0 no Maracanã.
Numa partida de semifinal da Taça Guanabara de 2007, contra o Vasco da Gama, Obina entra em campo, fica dois segundos com a bola, faz o gol que garante a passagem do Flamengo às finais e rompe os ligamentos do joelho no lance do gol, lhe rendendo um período de inatividade que poderia chegar a seis meses. Mas o jogador se recuperou antes do esperado, e já estava em atividade.
Após marcar o segundo gol rubro-negro na partida contra o Figueirense em 2007, vencida pelo Flamengo por 4x1 Obina chegou à marca de 20 gols em Campeonatos Brasileiros, sendo o 10° maior artilheiro do clube na história da competição. Logo depois, Obina marcou outro gol subindo mais uma posição na artilharia.
No dia 18 de setembro, foi julgado por agressão e punido com 120 dias de suspensão. No entanto, após 6 rodadas, o Flamengo entrou com um recurso e, às 18:00 horas do dia 18 de novembro de 2007, a pena foi reduzida para 5 jogos de suspensão, como já haviam sido cumprido 6 jogos. No mesmo dia o atacante foi escalado para o jogo contra o rival Vasco. Acabou entrando no segundo tempo e, em sua primeira jogada, acertou uma bola na trave, levando o Maracanã ao delírio, e o Flamengo venceu por 2 a 1.
Em 12 de março de 2008, o Flamengo anunciou a renovação, por dois anos, do contrato de Obina; nos dois jogos finais do Campeonato Carioca de 2008, Obina fez três gols e deu o título ao rubro-negro da Gávea.
Em 2009, incrivelmente, chegou à pré-temporada em forma, ao contrário dos anos anteriores. O baiano vinha se destacando em treinos, com gols e belos passes. Porém, logo em sua estreia, no Campeonato Carioca, Obina perdeu muitos gols, incluindo dois pênaltis. Passou a ser vaiado e não mais conseguiu se firmar como titular, perdendo posição primeiramente para Josiel, e depois para Emerson Sheik.

### Palmeiras
No dia 25 de maio, Obina foi emprestado ao Palmeiras até o fim da temporada. Foi inscrito no Campeonato Brasileiro com a camisa 28, mas disputou a Copa Libertadores da América com a camisa 24.
No dia 26 de julho, marcou três gols na vitória do Palmeiras sobre o Corinthians por 3x0 em Presidente Prudente, consolidando-se cada vez mais na artilharia, jogando bem e ganhando a confiança de toda a torcida.
Em uma partida contra o Fluminense, válida pela 34a rodada do Brasileirão daquele ano, Obina marcou um gol que foi mal anulado pela arbitragem. Carlos Eugênio Simon, o juiz daquele partida, anulou o gol por entender ter havido uma falta do Obina em um zagueiro do tricolor carioca. Anos depois, Simon admitiu que aquele gol fora legal, e que não deveria ter sido anulado.
No dia 18 de novembro, se desentendeu e brigou com companheiro de time Maurício pouco depois do término do primeiro tempo da partida entre Grêmio e Palmeiras. Como a agressão foi dentro de campo e o árbitro viu, a regra diz claramente que os jogadores envolvidos na briga devem ser expulsos, mesmo que sejam do mesmo time. E foi o que aconteceu. Esse fato provocou a imediata suspensão de Obina do time do Palmeiras, pelo qual estava emprestado pelo Flamengo.

### Volta ao Flamengo
Chegou a se apresentar na Gávea no dia 5 de janeiro para realização da pré temporada para 2010.
Seu último jogo pelo Flamengo foi no dia 20 de janeiro de 2010, válido pelo Campeonato Carioca, numa vitória do Flamengo por 3 a 1 em cima do Volta Redonda. Logo depois foi negociado com o Atlético Mineiro.

### Atlético Mineiro
No dia 20 de janeiro, o presidente do Atlético Mineiro confirmou a contratação de Obina pelo clube mineiro por um período de três anos.
Em seu primeiro jogo na Copa do Brasil com a camisa do Atlético, Obina fez cinco gols na goleada por 7 a 0 em cima do Juventus, do Acre. Entrando para o recorde de maior número de gols em uma única partida ao lado de Luís Fabiano. Na partida seguinte, pelo Campeonato Mineiro, Obina marcou três gols sobre o time do Uberlândia, chegando à marca de oito gols em dois jogos. Pelo Campeonato Brasileiro, continuou marcando gols, se destacando ao marcar três tentos no clássico contra o Cruzeiro, no dia 24 de outubro. 
Pelo clube, Obina atuou, no total, em 39 partidas e marcou 27 gols. Com uma incrível média de 0,69 gols por patida.

### China
No dia 21 de janeiro de 2011, o Atlético Mineiro anunciou, por meio de seu site oficial, que o grupo de investidores que detinham o passe de Obina, tinham negociado o jogador com o futebol chinês. O Atlético recebeu apenas, conforme o contrato, o valor referente à taxa de vitrine. Obina foi vendido para o Shandong Luneng, atual campeão chinês.

### Retorno ao Palmeiras
Em julho de 2012 Obina retornou ao Palmeiras, por um empréstimo de seis meses, no qual o clube paulista desembolsou US$ 300 mil (R$ 626 mil).
No dia 22 de Julho de 2012, balançou as redes do Náutico na vitória por 3 a 0, sendo este o seu primeiro gol após a volta ao Palmeiras. Seu mau desempenho, junto com o de toda equipe, que acabou culminando com o rebaixamento palmeirense à Série B de 2013, fez com que a diretoria do clube desistisse de renovar com o jogador, que segue no Palestra Itália apenas até dezembro, quando se encerra seu contrato de empréstimo. Em 29 de novembro de 2012, junto com outros quatro companheiros, foi oficialmente dispensado do clube.

### Bahia
Acertou em janeiro de 2013, foi emprestado ao Bahia até dezembro de 2013. Estreou no dia 17 de março de 2013, contra o Vitória da Conquista, partida que terminou empatada em 1 a 1. Marcou o seu primeiro gol no clube na partida contra a Juazeirense no dia 24 de março de 2013.

### América Mineiro
Acertou em janeiro de 2014 a sua chegada ao América Mineiro. Marcou dois contra o seu ex-clube Atlético Mineiro, mas o Coelho acabou perdendo o jogo de virada por 3 a 2. Diante do Vasco da Gama, Obina marcou o gol que garantiu o empate para o América Mineiro em partida válida pelo Campeonato Brasileiro. Diante do seu ex-clube o Bahia, marcou um gol de pênalti que abriu o placar para o Coelho, mas o time acabou perdendo a partida por 2 a 1.

### Matsumoto Yamaga
Em 25 de dezembro de 2014 acertou com o Matsumoto Yamaga. Pelo clube atuou em 40 partidas marcando 8 gols. Sem jogar desde 2016 devido as lesões, anunciou a aposentadoria em 1 de agosto de 2018.

## Títulos
Atlético Mineiro
- Campeonato Mineiro: 2010

Flamengo
- Copa do Brasil: 2006
- Campeonato Carioca: 2007, 2008, 2009
- Taça Guanabara: 2007, 2008
- Taça Rio: 2009

Vitória
- Campeonato Baiano: 2004

### Prêmios Individuais
Atlético Mineiro
- Troféu Globo Minas - Melhor Centroavante: 2010
- Troféu Guará - Melhor Atacante: 2010
- Troféu Telê Santana - Melhor Atacante: 2010

### Artilharias
Vitória
- Campeonato Baiano: 2004 (7 gols)